# Landskrona distrikt
Landskrona distrikt är ett distrikt i Landskrona kommun och Skåne län. 
Distriktet ligger i Landskrona och är lite mindre än tätorten, som sträcker sig över även Härslövs distrikt och Tofta distrikt. 

## Tidigare administrativ tillhörighet
Distriktet inrättades 2016 och utgörs av en del av området Landskrona stad omfattade till 1971, delen som staden omfattade före 1959.
Området motsvarar den omfattning Landskrona församling hade vid årsskiftet 1999/2000.